# ギフトショップ
ギフトショップ（英語：Gift shop）、またはギフト販売店は、贈り物用の品を販売する店、またはそれの製造・販売を行う企業のこと。外国人向けの土産物店のことも指す。
主にお中元、結婚式、クリスマス、誕生日の贈り物などを目的としたプレゼント用品が売られている。

## 日本の主なギフト販売会社
- シャディ
- オーケーギフトショップ
- ハリカ